# San Miguel de Piélagos
San Miguel de Piélagos är en ort i Mexiko.   Den ligger i kommunen Otáez och delstaten Durango, i den centrala delen av landet, 900 km nordväst om huvudstaden Mexico City. San Miguel de Piélagos ligger 2 405 meter över havet och antalet invånare är 193.
Terrängen runt San Miguel de Piélagos är kuperad åt nordväst, men åt sydost är den bergig. Runt San Miguel de Piélagos är det mycket glesbefolkat, med 6 invånare per kvadratkilometer. Närmaste större samhälle är Sapiorís, 17,5 km söder om San Miguel de Piélagos. I omgivningarna runt San Miguel de Piélagos växer huvudsakligen savannskog.